# Fallout 2
A Fallout 2 egy körökre osztott harcrendszerű számítógépes szerepjáték, melyet a Black Isle Studios fejlesztett és az Interplay adott ki 1998-ban. Közvetlen folytatása az előző évben megjelent Falloutnak, melyhez képest nagyobb bejárható területet és szerteágazóbb történetet kapott.
A Fallout történéseihez képest nyolcvan évvel később, 2241-ben indul a történet, mely szerint hősünknek éhező faluját kell megmentenie a pusztulástól, és hogy ezt elérje, szüksége van egy Édenkert Létrehozását Elősegítő Táskára (É.L.E.T.-re, angolul G.E.C.K., Garden of Eden Creation Kit).
Megjelenésekor a kritikusok dicsérettel illették eredeti történetét, a játékmenetet, és az első részhez képesti fejlődést. Kritikák főként a korai kiadásból kifolyólag előforduló bosszantó hibák (bugok) miatt voltak, melyeket később orvosoltak. A játék az újabb operációs rendszerekkel és felbontásokkal kompatibilis módon megjelent digitális letöltés útján is. 2000 júniusában és 2009 májusában a PC Guru teljes játékként jelentette meg.

## Játékmenet
A Fallout 2 egy izometrikus, kétdimenziós megjelenítésű nyílt világú szerepjáték. Karakterünkkel szabadon bejárhatjuk a rendelkezésünkre álló teret, egészen addig, amíg harcba nem kell bocsátkoznunk. A harcrendszer a játék többi részétől eltérő, körökre osztott, mely során meghatározott mennyiségű akciópontot költhetünk cselekvéseinkre. Harccal és küldetések teljesítésével tapasztalati pontokat szerezhetünk, amelyek segítségével szintet léphetünk. Szintlépésekkor a karakter egyes képességeit fejleszthetjük tovább. A küldetéseket a játéktérképen megtalálható egyes településeken illetve bázisokon vehetünk fel, nem játékos karakterektől. Karakterünk tettei befolyásolják a játékmenetet, illetve a végkifejletet.
A játékban olyan komoly témák is szerepelnek, mint az alkohol- vagy kábítószerfogyasztás, a szex, a szervezett bűnözés, prostitúció, illetve rabszolgaság.

### Karaktergenerálás
A Fallout 2, csakúgy, mint az elődje, a SPECIAL névre hallgató karaktergeneráló alprogrammal rendelkezik (Erő, Érzékelés, Kitartás, Karizma, Intelligencia, Ügyesség, Szerencse). A hét betű a hét fő képességet jelöli, melyekkel a főhős rendelkezik, és amelyek közvetve megszabják a játékban teljesíthető küldetések módját.
Akárcsak az elődben, itt is tizennyolcféle képzettséggel rendelkezik a játékos, melyek értéke 0 és 300% közötti lehet. A hét alapvető képesség szabja meg az egyes képességek kiindulási értékeit. A képzettségeket a szintlépésekkor kapott pontokkal, szakkönyvek olvasásával, nem játékos karakterek segítségével, droghasználattal, valamint speciális tárgyakkal lehet növelni (például tolvajkulcs). A könyvek viszont egy bizonyos százalék felett hatástalanok, a drogok pedig visszaütnek: függőséget, majd elvonási tüneteket alakítanak ki.
A karakter-generálás során választható három speciális képzettség, ami azt jelenti, hogy már a játék elején kétszer annyira képzettek leszünk ezekből. A választott képességek a szintlépés-pontok hozzáadásakor kétszeresen emelkednek. Létezik egy ún. Tag! perk (képesség) is, amivel választhatunk egy negyedik speciális képzettséget is. Minél magasabb azonban egy képzettség, annál többe 'kerül' a további növelése.
- 6 harci képesség: Small Guns (Kis lőfegyverek), Big Guns (Nagy lőfegyverek), Energy Weapons (Energiafegyverek), Unarmed (Pusztakezes harc), Melee Weapons (Közelharci fegyverek), Throwing (Hajítás)
- 8 aktív képesség: First Aid (Elsősegély), Doctor (Gyógyítás), Sneak (Lopakodás), Lockpick (Zárfeltörés), Steal (Lopás), Traps (Csapdák), Science (Tudomány), Repair (Javítás)
- 4 passzív képesség: Speech (Beszéd), Barter (Kereskedés), Gambling (Szerencsejáték), Outdoorsman (Vadon ismerete)

A játék elején választhatunk kettő jellegzetességet, melyek kihatással vannak a karakter általános fizikumára, a képzettségekre, és esetenként a játékmenetre. Jellemző, hogy a nyilvánvaló előnyük mellett valamilyen hátrányos hatásuk is van (például Small frame: gyorsabb mozgásért cserébe csökkentett teherbírás; Kamikaze: több kritikus sebzésért cserébe kisebb védelem).
További specializálódási lehetőséget jelentenek az úgynevezett perkek. Ezek csak játék közben szerezhetők. Általában minden harmadik szintlépés után választhatunk egyet, kivéve, ha a Skilled vonást jelöltük meg (ez esetben minden negyedik szinten). Ezek jellemzően pozitív hatásúak, jelentős hátrányuk nincs. (például Packmule, Action Boy, Sniper) De valamilyen tettünkkel is elnyerhetünk belőlük egy-kettőt (például lehetünk gekkónyúzók, vagy a kevésbé kellemes sírásó, esetleg gyerekgyilkos titulust is megkaphatjuk).

## Történet
|  | Alább a cselekmény részletei következnek! |

A cselekmény ott folytatódik, ahol a Fallout első része befejeződött. Az első játék főhősét, a Menedéklakót elüldözték, aki vele tartó bajtársaival és a hozzájuk csapódó emberekkel megindult észak felé, ahol egy kanyonban megalapította Arroyo falut. Évtizedek teltek el békességben és nyugalomban, ám 2241-ben szörnyű időket élnek az emberek. Rettenetes a szárazság, a termés elsorvad, az állatok is sorra elpusztulnak, az emberek éheznek. A falu bölcse főhősünket, a Kiválasztottat (a Menedéklakó leszármazottját) bízza meg a feladattal, hogy találjon egy Édenkert Létrehozását Elősegítő Táskát (É.L.E.T., angolul G.E.C.K. - Garden of Eden Creation Kit), amivel a pusztaság Édenkertté varázsolható, és amelyről a régi hololemezek mesélnek. Sajnos semmit nem tudni arról, hol lehet egy ilyet találni, csak egy nevet mond: Vic, a kereskedő esetleg tudhatja. Ezután megkapjuk a Menedéklakó kezeslábasát, néhány kulacs vizet, melyen a 13-as Menedék száma olvasható, valamint az időközben kicsit megbütykölt PipBoy 2000-et.
Hosszú és viszontagságos út után végül kiderül, hogy őseinek otthonában, a rég elveszettnek hitt 13-as Menedékben van egy É.L.E.T., ám senki sem tudja, hol van ez az óvóhely. Amikor végül kiderítjük, a helyen legnagyobb megdöbbenésünkre intelligens halálkarmokkal (mutáns lényekkel) találkozunk. Ezzel fény derül egy újabb sötét titokra, és ezzel elindul a játék második felének története. A Nagy Háború előtt az Egyesült Államok kormánya egy csendes-óceáni olajfúró toronyra, az Enklávéra emigrált, és most jött el az ideje annak, hogy világuralmi terveiket megvalósítsák. A nyolcvan évvel ezelőtt (az előző epizódban) felrobbantott katonai bázis romjai között rábukkannak az F.E.V.-vírusra, és ennek segítségével akarnak megszabadulni az általuk tisztátalannak minősített "fertőzött" földlakóktól. Azonban az olyan izolált közösségek lakóit, akik "tiszták" genetikailag, mint a 13-as Menedék vagy Arroyo, begyűjtik kísérletezés céljából (maga a 13-as Menedék, mint utóbb kiderült, szintén kísérleti céllal épült, azzal, hogy csak 200 év után lehessen azt elhagyni). Bár megszerezzük az É.L.E.T.-et, de az Enklávé katonái Arroyo lakóit is elrabolták és helikopterrel magukkal vitték. Így San Franciscóba kell utaznunk, ahol be kell üzemelnünk egy hajót, hogy elmehessünk az óceán közepén fekvő Enklávéba, majd meg kell mentenünk a foglyul ejtett barátainkat, és végül el kell pusztítanunk az olajfúró tornyot.
|  | Itt a vége a cselekmény részletezésének! |

## Fejlesztése
Tim Cain 1997 decemberében posztolt arról a Usenet hálózaton, hogy Fallout 2 fejlesztése megkezdődött, és hogy körülbelül 11 hónap alatt be is fogják fejezni. Azt is megemlítette, hogy igazából már az első rész befejezése előtt kb. fél évvel megkezdték rajta a munkálatokat, ugyanis már ekkor érezték, hogy van a franchise-ban potenciál. Azonban 1998 elején az Interplay komoly pénzügyi gondokkal kezdett el küzdeni, ami miatt a kiadás egyre sürgetőbbé vált, és a 11 hónap helyett már csak 9 állt rendelkezésükre. Hogy tartani tudják a határidőt, több fejlesztőt átvettek a Planescape: Torment fejlesztői stábjából, és túlórázni kezdtek. Cain a fejlesztés közben elhagyta a stábot, különféle okok miatt. Elsődlegesen a feszített munkatempót tartotta elfogadhatatlannak, illetve azt, hogy egyes ötletei megvétózták (például a játék eredeti borítóján az a kép lett volna, amelyen az eredeti erőpáncél-sisak lett átalakítva törzsi szimbólumokkal, amely végül csak az egyik töltőképernyőn lett látható). Sérelmezte azt is továbbá, hogy bár megegyeztek, a Fallout sikeres befejezéséért járó bónuszt nem fizették ki neki.
Cain-től származik az az ötlet is, hogy a játékokban szereplő Menedékek valójában valamilyen titkos feladatot is megvalósítottak. Ő azonban úgy gondolta, hogy ezeknek a célja az volt, hogy az amerikai kormány kiválassza a legrátermettebb embereket azok közül, akik majd egy űrutazás keretében elhagyják a Földet - ezt később elvetették, és maradtak csak a kísérletek.

## Újítások az előző részhez képest
Csakúgy, mint az előző részben, itt is számtalan segítőtársunk lesz utunk során. Ezúttal azonban ők is sokkal lojálisabbak hozzánk, ráadásul az új kezelőfelület segítségével több utasítást adhatunk ki nekik, mint eddig. Sőt, az előző résszel ellentétben olyan kuriózumnak számító karakterek segítenek nekünk, mint Marcus, a szupermutáns, Lenny, a ghoul, valamint Skynet, a szuperintelligens robot. Minden NPC-nek megvan a saját egyénisége, amelyek a harci képességeikre is kihatnak. Maximálisan 5 NPC lehet a játékossal. A csapatba felvehető karakterek számát alapvetően a karizma határozza meg.
Kisebb kényelmi jellegű fejlesztések kerültek még be. Így például a nálunk lévő tárgyak közül a legutoljára megszerzett nem a lista aljára, hanem a tetejére kerül, valamint az egyszerre átadható maximum 999 egységnyi tárgymennyiséget is jelentősen megnövelték. Tárgyak felvételénél lehetőség van az összes tárgy egyszerre történő felvételére. Ha egy karakter elállja az utat és emiatt nem tudunk továbbhaladni, odébb tudjuk noszogatni. Megjelent a közelharc két különböző válfaja, az ütések és a rúgások, melyek a képzettségünkkel arányosan fejlődnek is. Kivették azt a funkciót is, melyben általunk begépelve tehettünk fel kérdéseket bizonyos karaktereknek. A világtérkép átszabásra került, immár kisebb helyszínek is helyt kaphatnak rajtuk, valamint egy váratlan találkozás (encounter) esetében megfelelő képzettséggel elkerülhetjük a konfrontációt, mely után automatikusan haladhatunk tovább a térképen.
Érdekes újítás, hogy szert tehetünk egy autóra, mely csomagtartójába is pakolhatunk, illetve sokkal gyorsabb közlekedést tesz lehetővé.
Átalakították a karma-rendszert is. Az első részben ez csak egy egyszerű szám volt, ezúttal azonban településenként változhat a megítélésünk.

## Bővítések
Az elkapkodott fejlesztés azzal is együtt járt, hogy a fejlesztők néhány ötletet nem tudtak teljes egészében kivitelezni. Ennek nyomaival a játékban is találkozhatunk, néhány különös, de semmire nem használható tárgy képében. Ugyanakkor a játékfájlok között kutakodva számos olyan fájlt, összetevőt találhatunk, amelyek benne lettek volna a játékban, de befejezetlenség miatt kivágták őket. Lelkes amatőrök éppen ezen felbuzdulva készítették el a Fallout 2 Restoration Project-et, melynek épp az volt a célja, hogy a félbemaradt küldetéseket befejezzék.
Bekerült a játékba négy helyszín és két helyszín-kibővítés, melyek kimaradtak az eredeti játékból, de el lettek készítve. Bekerült továbbá öt vadonatúj helyszín (ezek nem szerepeltek volna az eredeti játékban, de egyes küldetésekben meg voltak említve, valószínűleg időhiány miatt nem készültek el), és néhány új karakter. Emellett apróbb grafikai változtatásokat és temérdek hibajavítást is eszközöltek a játékon.
2023-ban került be a hírekbe, hogy a játék 25. évfordulójára készül az RLC Gaming Products fejlesztésében a Restoration Project-hez egy "Talking Heads Actually Talk (That)" MOD, amelynek hála az összes fontosabb szereplő szinkront, illetve "beszélő fejet" kap, a sima szöveg alapú beszélgetés helyett.

## Fogadtatás
A Fallout 2 kritikai és piaci siker lett. Megjelenése első pár hónapjában 123 ezer példányt adtak el belőle az Egyesült Államokban. Ezzel szemben például az Egyesült Királyságban nem lett túl sikeres. Magyarországon a szélesebb körű ismertséget az hozta el, hogy 2000 júniusában a PC Guru teljes játékaként adták ki (alig másfél évvel a megjelenést követően).
A pozitív kritikák főként a játékmenetet, a sztorit, és az előd erényeinek továbbvitelét tartalmazták, míg negatívumok a rengeteg bugot (az elkapkodott kiadás következménye) és az elődhöz képest kevés fejlődést érték. A PC Guru tesztjében 90 százalékra értékelte.
2013-ban a GamesRadar minden idők 68. legjobb játékának választotta, az IGN pedig minden idők 28. legjobb szerepjátékának. 2015-ben a PC Gamer saját listáján a 3. helyre rakta.
Az egyik első játék volt, amelyben homoszexuális karakterek is felbukkantak, sőt lehetséges volt benne egy azonos nemű karakterrel is házasságot kötni.

## Külső hivatkozások
- Hivatalos oldal (angolul)
- Fallout 2 Product Help – Hivatalos segítség (angolul)
- Fallout 2 Hints and Cheats – Hivatalos tippgyűjtemény (angolul)
- Az Origo magyar leírása, értékelése Archiválva 2004. augusztus 23-i dátummal a Wayback Machine-ben
- Fallout 2 Restoration Project
- Fallout 2 magyarítás